# فضاء ثنائي الأبعاد

نظام الإحداثيات الديكارتي ثنائي الأبعاد

فضاء ثنائي البعد  أو فضاء ثنائي الأبعاد  هو نموذج هندسي للإسقاط المستوي للكون المادي الذي نعيش فيه.
ويطلق على البعدين عادة اسم الطول والعرض. ويقع الاتجاهان في نفس المستوى.
في الفيزياء والرياضيات، المتتالي للقيمة n أرقام يمكن أن يفهم على أنه موقع في n-البعد الفضائي. عندما تكون n = 2، فإن مجموعة جميع هذه المواقع تسمى فضاء إقليديًا ثنائي الأبعاد أو فضاء إقليديًا ذا بعدين.
في الفيزياء، ينظر إلى الفضاء ثنائي الأبعاد كتمثيل مستوٍ للفضاء الذي نتحرك فيه، ويوصف على أنه فضاء ثنائي الأبعاد أو فضاء ذو بعدين.

## الهندسة ثنائية الأبعاد

### متعدد الرؤوس
في بعدين، يوجد عدد غير محدود من الأشكال متعددة الرؤوس المنتظمة: المضلعات. فيما يلي بعض منها:

#### المحدب
يمثل الرمز الاسكلافلي {p} متعدد رؤوس منتظمًا
| الاسم      | مثلث (متساوي الضلعين) | المربع (المربع الثنائي) (المكعب - ثنائي) | المخمس       | المسدس     | المسبع     | المثمن     |          |
| ---------- | --------------------- | ---------------------------------------- | ------------ | ---------- | ---------- | ---------- | -------- |
| الاسكلافلي | {3}                   | {4}                                      | {5}          | {6}        | {7}        | {8}        |          |
| Image      |                       |                                          |              |            |            |            |          |
| الاسم      | التساعي               | المعشر                                   | الأحادي عشري | ثنائي عشر  | ثلاثي عشري | رباعي عشري |          |
| الاسكلافلي | {9}                   | {10}                                     | {11}         | {12}       | {13}       | {14}       |          |
| Image      |                       |                                          |              |            |            |            |          |
| الاسم      | خماسي عشري            | سداسي عشري                               | سباعي عشري   | ثماني عشري | تساعي عشري | العشريني   | ...n-gon |
| الاسكلافلي | {15}                  | {16}                                     | {17}         | {18}       | {19}       | {20}       | {n}      |
| Image      |                       |                                          |              |            |            |            |          |

#### الشكل المنحرف (الكروي)
يمكن اعتبار المضلع الأحادي المنتظم {1} والمضلع الثنائي المنتظم {2} مضلعين منحرفين منظمين. ويمكن أن يتواجدا بشكل غير منحرف في الفضاءات غير الإقليدية كما في سطح الكرة أو الطارة.
| الاسم      | المضلع الأحادي | المضلع الثنائي |
| الاسكلافلي | {1}            | {2}            |
| Image      |                |                |

#### غير المحدب
يوجد عدد غير منتهٍ من المضلعات المنتظمة غير المحدبة في الفضاء ثنائي الأبعاد، حيث تتكون الرموز الاسكلافلية من عدد كسري {n/m}. ويطلق عليها المضلعات النجمية ولها نفس ترتيب زوايا المضلعات المنتظمة المحدبة.
بشكل عام، لأي عدد طبيعي n، هناك رؤوس n- نجمية غير محدبة مضلعة ومنتظمة برموز اسكلافلية {n/m} ولكل m مثل هذه <n/2 (strictly speaking {n/m}={n/(n-m)}) and m and n are أعداد أولية فيما بينها.
| الاسم      | نجمة خماسية | نجمة سباعية | نجمة سباعية | نجمة ثمانية | Enneagrams | Enneagrams | Decagram | ...نجمة (مضلع) |
| الاسكلافلي | {5/2}       | {7/2}       | {7/3}       | {8/3}       | {9/2}      | {9/4}      | {10/3}   | {n/m}          |
| Image      |             |             |             |             |            |            |          |                |

### Hypersphere
The هايبرسفير in 2 dimensions is a دائرة, sometimes called a 1-sphere because its surface is one-dimensional. Its area is
{\displaystyle A=\pi r^{2}}
حيث {\displaystyle r} نصف القطر.

## النظم الإحداثية في الفضاء ثنائي الأبعاد
تعد النظم الإحداثية الأكثر انتشارًا هي نظام الإحداثيات الديكارتي، و نظام الإحداثيات القطبية ونظام الإحداثيات الجغرافية.

نظام الإحداثيات الديكارتي
نظام الإحداثيات القطبية
نظام الإحداثيات الجغرافية